# Spearman (Texas)
Spearman es una ciudad ubicada en el condado de Hansford en el estado estadounidense de Texas. En el Censo de 2010 tenía una población de 3368 habitantes y una densidad poblacional de 622,79 personas por km².

## Geografía
Spearman se encuentra ubicada en las coordenadas 36°11′54″N 101°11′39″O / 36.19833, -101.19417. Según la Oficina del Censo de los Estados Unidos, Spearman tiene una superficie total de 5.41 km², de la cual 5.41 km² corresponden a tierra firme y (0%) 0 km² es agua.

## Demografía
Según el censo de 2010, había 3368 personas residiendo en Spearman. La densidad de población era de 622,79 hab./km². De los 3368 habitantes, Spearman estaba compuesto por el 81.71% blancos, el 0.48% eran afroamericanos, el 1.28% eran amerindios, el 0.45% eran asiáticos, el 0% eran isleños del Pacífico, el 13.15% eran de otras razas y el 2.94% pertenecían a dos o más razas. Del total de la población el 48.4% eran hispanos o latinos de cualquier raza.